# Lars Olsson (serieskapare)
Lars "Lon" Olsson, född 1938 i Eskilstuna, är en svensk skämttecknare. Han är främst känd för serien Blixt-Grodon som publicerades i studenttidningen Gaudeamus 1964-1987.
Lars Olsson tecknar i en enkel stil, oftast bara svart och vitt. Texterna har ofta absurda poänger. Han har medverkat i tidningar som Aktuellt i politiken, Författaren, Galago, Jules Verne-magasinet, Kooperatören, Lag & Avtal och Musikens Makt.
Olsson har aldrig varit tecknare på heltid. Han var tidigare verksam som bibliotekarie på Kungliga biblioteket. 